# Alexander Nikolajewitsch Uwarow
Alexander Nikolajewitsch Uwarow (russisch Александр Николаевич Уваров; * 20. März 1922 im Rajon Odojew, Gouvernement Tula, Russische SFSR; † 24. Dezember 1994) war ein russisch-sowjetischer Eishockeyspieler und -trainer.

## Karriere
Uwarow begann seine Karriere 1948 bei Dynamo Moskau und etablierte sich schnell als einer der besten Torschützen der sowjetischen Eishockeyliga, der Klass A. Meist spielte er dabei mit Walentin Kusin und Juri Krylow in einer Reihe. Mit Dynamo Moskau gewann er 1954 den sowjetischen Meistertitel, wurde 1950, 1951, 1959 sowie 1960 Vizemeister und belegte mit der Mannschaft 1949, 1952, 1953, 1955, 1956, 1957 und 1958 den dritten Platz in der Meisterschaft. 1955 und 1956 erreichte er mit Dynamo das Finale des UdSSR-Pokalwettbewerbs. Insgesamt erzielte er 203 Tore in 259 Ligapartien, davon 21 Hattricks. Er gehörte zu den schnellsten Stürmern der sowjetischen Liga der 1950er Jahre.
1954 wurde er in die sowjetische Nationalmannschaft berufen und absolvierte am 29. Januar 1954 das erste offizielle Länderspiel der Sowjetunion gegen Finnland und schoss dabei das allererste Tor der Sbornaja bei den Weltmeisterschaften. Seine internationale Karriere wurde mit der Goldmedaille bei den Olympischen Winterspielen 1956 in Cortina d’Ampezzo gekrönt, zudem gewann er eine Gold- und zwei Silbermedaillen bei Weltmeisterschaften. Für die Nationalmannschaft erzielte er 18 Tore in 81 Länderspielen. Am 5. November 1957 bestritt er sein letztes Länderspiel. 1954 wurde er als Verdienter Meister des Sports der UdSSR ausgezeichnet.
In der Saison 1965/66 betreute er Torpedo Podolsk aus der Wtoraja Liga als Cheftrainer.

## Erfolge und Auszeichnungen
- 1950, 1951, 1959, 1960 Sowjetischer Vizemeister mit Dynamo Moskau
- 1954 Sowjetischer Meister mit Dynamo Moskau
- 1954 Goldmedaille bei der Weltmeisterschaft
- 1955 Silbermedaille bei der Weltmeisterschaft
- 1956 Goldmedaille bei den Olympischen Winterspielen
- 1957 Silbermedaille bei der Weltmeisterschaft